# 下田温泉 (富山県)
下田温泉（しもだおんせん）は、富山県魚津市本町2-12-4にある入浴施設（銭湯）である。『温泉』と冠しているが、そちらは後述の通りかつて湧出していた温泉を指している。

## 泉質
かつて『赤い水』と呼ばれていた温泉について記述する。
- 含鉄冷鉱泉（単純炭酸温泉[1]）
  - 神経痛、皮膚病、婦人病、貧血に効能がある[1]（いずれも効能はその効果を万人に保証するものではない）。

## 温泉地
1軒の浴場（料理旅館兼営）が存在する。魚津市街地の真ん中に立地しており、銭湯としての風格が強い。露天風呂（男湯には池も配置）、サウナ、電気風呂、薬湯、ジェット風呂を完備している。浴槽は前方後円の形の浴槽が特徴であり、奥の四角いコーナーは電気風呂となっている。両脇にジャグジー風呂とジェットのマッサージ風呂が配置されている。駐車場は20台分を完備。
浴場では鱒鮨が販売されている（予約制）。

## 歴史
明治時代または1912年（大正元年）に銭湯として創業。1954年（昭和29年）、飲料水確保のため地中への掘削中に地下8.5mのところで鉱泉が湧出したのが始まりである。当初は赤い水がしみ出していると思いつつもそのままにしておいていたが、1955年（昭和30年）の調査で温泉だと判明した。
当初は2つの井戸から澄んだ水と、鉄分を含む赤い水（前述の温泉）を汲んで沸かしていたが、現在は赤い水の井戸は枯れているため、地下水のみを沸かしている。
1991年（平成3年）、浴場を改築。その際に洗い場の外側と脱衣所の外側に庭園が設置された。